# Ludosport
El combate con espada láser LudoSport es un deporte de combate creado en 2006, en Milán, Italia. El deporte se basa en la premisa del combate con sables de luz. Los practicantes de este deporte pueden elegir entre siete formas y tres armas.

## Historia
El deporte fue creado en 2006 por los maestros fundadores Simone Spreafico, Gianluca Longo y Fabio Monticelli.  En los años siguientes, se abrieron academias en más ciudades de Italia y más allá. Para el verano de 2024, el deporte estaba disponible en varios países de Europa y América del Norte, así como en Brasil, Isla Reunión y Japón. 
Debido al origen italiano del deporte, todas las técnicas y conceptos se nombran en italiano. 

## Reconocimiento
Si bien el deporte es muy nuevo, ha ganado reconocimiento y aparece continuamente en artículos e informes periodísticos. Aunque todavía no ha sido reconocido oficialmente como un deporte real a nivel mundial, la Asociación Sueca de Budo y Artes Marciales lo ha reconocido, lo que significa que el gobierno sueco lo reconoce oficialmente como un deporte.  

## Equipo
Hay tres armas utilizadas en el juego. El arma que todos aprenden a manejar cuando empiezan se llama hoja larga, que es un sable de luz típico. Una vez que el practicante ha demostrado que tiene control con el sable largo, puede optar por aprender a usar el sable y las dagas. El sable de luz es un sable de doble punta. La principal diferencia entre un sable y una espada de hoja larga es la longitud de las empuñaduras, donde el sable es ligeramente más largo. La tercera arma son las dagas, estas son sables de luz más cortos y debido a que son notablemente más cortos, los usuarios de esta arma utilizan dos dagas. Estos pueden compararse con los “sables de luz shoto”.

## Normas
A diferencia de la esgrima, donde se utilizan equipos electrónicos para indicar los impactos, LudoSport utiliza una autodeclaración para indicar los impactos. Lo que significa que el golpe debe decir IH o OH cuando es golpeado. Éstos son los dos tipos de hits. Los golpes IH no son letales, pero obligan al golpeador a abrirse, lo que le da una ventaja al oponente. Por otro lado, los golpes OH son letales.
Aunque el deporte se basa en la autodeclaración, siempre hay jueces que llevan un registro del partido.
Cada partido constaba de tres rondas denominadas assalti (rondas). Un asalto puede tener tres resultados: si uno de los duelistas consigue un golpe OH en el oponente, recibirá el punto. Sin embargo, si ambos duelistas se golpean al mismo tiempo el resultado será un doppio (que significa doble en italiano). Un doble no da puntos, pero aún así consume los assalti. El tercer resultado es nulo, esto solo sucede cuando los jueces no pueden determinar qué sucedió y quién debería haber obtenido el punto. Si no ocurre nada se procederá a rehacer el asalto.